# Yvonne Besson
Pour les articles homonymes, voir Besson.
Yvonne Besson, née à Rennes le 15 février 1947, est une autrice française de romans policiers.

## Biographie
Agrégée de lettres modernes, elle vit à Dieppe et est retraitée de l'Éducation nationale.
Elle remporte à deux reprises le prix RomPol.

## Œuvre

### Romans policiers
- Meurtres à l'antique, 1998, Paris, La Table Ronde, 2001  (ISBN 2710308835) ; réédition, Paris, Gallimard, coll. « Folio policier » no 218, 2001  (ISBN 2-07-041286-5) Prix RomPol
- La Nuit des autres, Paris, La Table Ronde, 1999  (ISBN 2710309394) ; réédition, Paris, Pocket, coll. « Policier » no 12833, 2008  (ISBN 978-2-266-15757-5)
- Doubles dames contre la mort, Paris, La Table Ronde, 2002  (ISBN 2710324679) ; réédition, Paris, Pocket, coll. « Policier » no 12809, 2007  (ISBN 978-2-266-15709-4) Prix RomPol
- Un coin tranquille pour mourir, Sainte-Marguerite-sur-Mer, éd. des Équateurs, 2004  (ISBN 2849900087) ; réédition, Paris, Pocket, coll. « Policier » no 12671, 2006  (ISBN 2-266-15632-2)